# El último verano (película)
El último verano (36 vues du pic Saint-Loup) es una película franco-italiana dirigida por Jacques Rivette en 2008 y estrenada en los cines 9 de septiembre de 2009 en francés.

## Argumento
Kate está fuera del coche en una carretera en el sur de Francia. Vittorio, un italiano, le ayuda a reparar su coche. Se entera de que tiene un pequeño circo de viaje en un pueblo cercano. Vittorio está fascinado por la vida en el circo y por Kate y decidió seguir al circo durante unos días. Descubre que Kate, hija del fundador del circo, esconde una profunda herida debida a la muerte accidental de su amante, Antonio. Expulsada del circo y de la vida de su padre, estableció una nueva vida en París como diseñadora de tejidos; volviendo al circo después de la reciente muerte de este. Vittorio provoca un choque emocional a Kate que le permite enfrentar sus conflictos emocionales, encontrando paz con la memoria de su padre y con la vida del circo.